# تيري والش
تيري والش (بالإنجليزية: Terry Walsh)‏ هو لاعب هوكي الحقل أسترالي، ولد في 20 نوفمبر 1953 في كالغورلي في أستراليا.

## وصلات خارجية
- تيري والش على موقع أوليمبيديا (الإنجليزية)